# Футю-Кэйба-Сэймон-маэ (станция)
Станция Футю-Кэйба-Сэймон-маэ (яп. 府中競馬正門前駅 футю: кэйба сэймон маэ эки) — железнодорожная станция принадлежащая Keio Corporation расположенная в городе Футю. Станция расположена в непосредственной близости от гоночной трассы Tokyo Racecourse.

## Обслуживание
По будним дням ходят составы из двух вагонов до станции Хигаси-Футю. По выходным и праздникам(а также в дни проведения соревнований на трассе Tokyo Racecourse) действует сквозное сообщение с линией Кэйо(восьми- и десяти-вагонные местные поезда и экспрессы .

## Планировка станции
2 пути и 2 платформы.
| 1 2 | ■ Линия Кэйбадзё | до станции Хигаси-Футю, Синдзюку, Линия Синдзюку, Кэйо-Хатиодзи, Такаосангути |

## Близлежащие станции
| «           |  | Линия          |  | »                |
| ----------- |  | -------------- |  | ---------------- |
| Хигаси-Футю |  | Линия Кэйбадзё |  | Конечная станция |
| Хигаси-Футю |  | Express        |  | Конечная станция |